# Lionel Mathis
Lionel Mathis (* 4. října 1981, Montreuil) je francouzský fotbalový záložník a bývalý mládežnický reprezentant, který působí od roku 2009 ve francouzském klubu EA Guingamp.
V roce 2003 byl vyhlášen nejlepším mladým hráčem Ligue 1.

## Klubová kariéra
Mathis hrál za francouzské kluby AJ Auxerre (zde debutoval v profesionálním fotbale), FC Sochaux a EA Guingamp, kde působil nejprve na hostování (2008–2009) a až poté na přestup. V Guingampu přebral kapitánskou pásku.
V Trophée des champions 2005 vstřelil jediný gól Auxerre proti Olympique Lyon, na zisk trofeje to nestačilo, soupeř vyhrál 4:1.
Čtyřikrát vyhrál francouzský fotbalový pohár (Coupe de France), dvakrát s Auxerre (2002/03 a 2004/05) a dvakrát s Guingampem (2008/09 a 2013/14).

## Reprezentační kariéra
Byl členem francouzských mládežnických výběrů. Zúčastnil se Mistrovství Evropy hráčů do 21 let v roce 2002 ve Švýcarsku, kde Francie podlehla ve finále české jedenadvacítce v penaltovém rozstřelu a získala stříbro.